# 99％隱形
99% Invisible（意思為「99％隱形」）是一個由Roman Mars主持的獨立電台節目，內容主要關於設計及建築。它最初為三藩市公共廣播電台KALW與美國建築師學會的合作項目。該節目由公共廣播交流分發到各電台廣播，以及透過互聯網Podcast發佈，是Radiotopia網路其中一員。

## 概觀
該節目的名稱來自巴克敏斯特·富勒的一句話：「你其中99％都是隱形和觸摸不到的。」（Ninety-nine percent of who you are is invisible and untouchable.）該Podcast的目標是令被忽視的設計、建築及活動得到注意。每集通常都專注於一個主題或一個設計，並會訪問和該設計有關的建築師或專家。
截至2014年，99% Invisible正於第四季，並定時每週發佈一集。截至2015年製作團隊包括製作人Sam Greenspan、Avery Trufelman和Katie Mingle，以及數碼總監Kurt Kohlstedt。

## 評價
評論者的評價非常正面，節目亦受不同媒體及電台主持好評。This American Life主持艾拉·格拉斯稱該節目為「十分精彩及有趣，製作精美」（completely wonderful and entertaining and beautifully produced），而電台節目主持Jad Abumrad指該節目「擁有在普通Podcast及電台講故事找不到的節奏及音樂感」（has a kind of rhythm and musicality that you don't normally find in radio or podcast storytelling）。在2013年，雅虎新聞在它的「你應該聽的最佳Podcast」列表中包含了99% Invisible，《觀察家報》的Miranda Sawyer亦推薦該節目。
主持Roman Mars因99% Invisible被列為《快公司》2013年最具創意人物之一，以及在2014年被列入1000名最具創意人物列表。
截至2014年1月該Podcast在iTunes排名排名前50位。在iTunes的4000個評論中，97%的評論均評該Podcast為五星。
2014年「Structural Integrity」一集在第三屆海岸國際音頻節得獎。

## 外部連結
- 官方網站Archive-It的存檔，存档日期2014-02-21
- Podcast RSS（页面存档备份，存于）